# Essai nucléaire nord-coréen du 9 octobre 2006
Le 9 octobre 2006, la Corée du Nord a effectué son premier essai nucléaire souterrain.
Après plusieurs jours d'incertitude quant à la nature de l'explosion, les États-Unis ont confirmé avoir détecté des substances radioactives autour de la péninsule coréenne. Ces analyses sont toutefois remises en doute par certains par la présence d'une installation nucléaire russe proche de la frontière nord-coréenne.

## Annonce officielle et position nord-coréenne
L'agence de presse gouvernementale nord-coréenne Korean Central News Agency a officiellement émis le communiqué de presse suivant :

« L'équipe des chercheurs scientifiques de la RPDC a effectué avec succès et en toute sécurité un essai nucléaire souterrain le 9 octobre de l'an 95 de l'ère Juche (9 octobre 2006) à une époque épique où toute la population du pays fait un grand bond en avant vers l'édification d'une grande, puissante et prospère nation socialiste. Il a été confirmé qu'aucun danger, tel que des émissions radioactives, ne résultait de l'essai nucléaire car celui-ci a été conduit en vertu de considérations scientifiques et de calculs prudents. L'essai nucléaire a été réalisé grâce à la sagesse et une technologie à 100 % autochtone. Il marque un événement historique car il encourage vivement et satisfait immensément l'Armée populaire coréenne et le peuple qui souhaitaient disposer d'une capacité de défense puissante et indépendante. Il contribuera à défendre la paix et la stabilité dans la Péninsule coréenne et dans la région alentour »

« Nous renoncerons à notre programme nucléaire le jour où nous aurons trouvé un mode de coexistence avec les États-Unis », a déclaré, en septembre, le vice-ministre des affaires étrangères nord-coréen Kim Gye-gwan à Selig Harrison, l’un des rares Américains à avoir accès aux hautes personnalités à Pyongyang. En échange de l’arrêt de son programme nucléaire, la RPDC demande aux États-Unis des garanties de sécurité, une normalisation des relations et la levée des sanctions imposées à la fin de la guerre de Corée (1953) qui en font un pays paria.
Les autorités nord-coréennes ont toujours justifié leur programme nucléaire comme une réaction défensive en cas d'une possible attaque d'un pays hostile envers la RPDC (tel que les États-Unis), et non comme une arme de première attaque.

## Localisation de l'essai nucléaire
Le United States Geological Survey, agence américaine chargée de surveiller l'activité sismique de la Terre, a enregistré le 9 octobre 2006 un séisme de 4,2 sur l'échelle de Richter à 01:35:27 UTC (10:35:27 heure locale). Les coordonnées de séisme sont 41° 17′ 38″ N, 129° 08′ 02″ E avec une précision de +/- 10,5 km. Ce point se situe à 70 km de Kimchaek, 90 km de Chongjin et 385 km au nord-est de Pyongyang dans ce qui est appelé, en 2018, le site d'essais nucléaires de Punggye-ri.
Cet essai nucléaire a également été confirmé par un général des Forces armées de la fédération de Russie et par un responsable du centre sismique sud-coréen qui, sous couvert d'anonymat, a déclaré qu'une secousse d'origine non-naturelle de 3,6 sur l'échelle de Richter avait été enregistrée.
La puissance de l'essai était initialement estimée de manière grossière : entre 1 et 15 kilotonnes (proche de la bombe d'Hiroshima). La bombe s'est finalement avérée beaucoup moins puissante avec moins de 1 kilotonne.

## Une date symbolique
Quoique aucune déclaration officielle ne l'ait affirmé, deux évènements laissent entendre le choix propre au week-end du 8 au 9 octobre pour finaliser cet essai nucléaire :
- une date importante pour le dirigeant de la Corée du Nord, Kim Jong-il
- la recommandation auprès de l'Assemblée générale des Nations unies, par le conseil de Sécurité de désigner Ban Ki-moon, ministre des affaires étrangères sud-coréen, au poste de secrétaire général de l'organisation.

Les médias occidentaux ont prolongé ces allégations en interprétant l'acte comme un antipathique « message de bienvenue » de la part des autorités nord-coréennes.

## Réactions internationales
Ce premier essai nucléaire de la Corée du Nord a déclenché de vives réactions de protestation dans le monde.

### Amérique du Nord
- États-Unis : Le président américain George W. Bush a condamné l'annonce d'un essai nucléaire par la Corée du Nord comme une provocation et une menace pour la sécurité internationale et a réclamé une réponse immédiate de la part du Conseil de sécurité des Nations unies[8].

- Canada : Le premier ministre canadien Stephen Harper a condamné sévèrement l'essai nucléaire qu'aurait apparemment effectué la Corée du Nord. « Cet acte irresponsable et dangereux compromet gravement la paix et la stabilité dans la région, ainsi que les efforts déployés mondialement en vue de mettre un frein à la prolifération des armes nucléaires[9]. »

### Asie
- Cambodge : Le ministre de l'information Khieu Kanharith a exprimé son opposition à la décision nord-coréenne de procéder à leur premier essai nucléaire et a encouragé les autres nations à avoir une réaction diplomatique à la situation. Monsieur Kanharith a également dit aux États-Unis qu'ils devraient déclarer officiellement qu'ils n'envahiront pas la Corée du Nord[10].
- Chine : un communiqué indique que « La Corée du Nord a ignoré les inquiétudes de la communauté internationale et a procédé de manière éhontée à un essai nucléaire. Le gouvernement chinois exprime à cette occasion sa ferme opposition » et « demande expressément à la Corée du Nord de tenir ses engagements d'une péninsule coréenne dénucléarisée, de cesser toute action qui pourrait mener à une détérioration de la situation, et de reprendre le chemin des pourparlers à six »[11]. En représailles, la Chine stoppe la fourniture de pétrole durant trois mois[12]. La Chine a toutefois appelé les États-Unis à avoir « une attitude plus active et plus flexible »[13].

- Corée du Sud : Yoon Tae-young, porte-parole de la présidence sud-coréenne : « Notre gouvernement va réagir de manière sévère » et « ne tolèrera pas une Corée du Nord qui possède l'arme atomique[14]. »
Le 13 novembre 2006, la Corée du Sud a confirmé son refus de participer à l'initiative de sécurité contre les armes de destruction massive, lancée par les États-Unis en 2003 : selon Radio Chine Internationale, Séoul « préfère déplaire à Washington plutôt que de provoquer une escalade dans la péninsule » coréenne avec la Corée du Nord en participant à ce projet[15].
Concernant l'opinion publique sud-coréenne, une majorité relative considère que les États-Unis sont responsables de l'essai nucléaire nord-coréen[16], mettant ainsi en cause les États-Unis dans la dégradation de la situation internationale en Corée qui a conduit à cet essai nucléaire.
- Japon : Shinzō Abe, le Premier ministre japonais : « L'essai d'armes nucléaires par la Corée du Nord ne pourra jamais être pardonné mais nous devrions rassembler et analyser plus de renseignements sur le dossier tout en gardant la tête froide[14]. »

### Europe
- France : 
  - Le ministre des Affaires étrangères Philippe Douste-Blazy a qualifié cet essai d' « acte de très grande gravité pour la sécurité internationale[17]. »
  - 11 octobre 2006. Le ministre de la Défense Michèle Alliot-Marie émet des doutes sur la nature atomique de cet essai et/ou sur son succès[18]. D'après le ministre, « En tout état de cause, s'il s'agissait d'une explosion nucléaire, il s'agirait d'une explosion ratée. »

- Royaume-Uni : Le premier ministre britannique Tony Blair a déclaré que « cet essai nucléaire est considéré par le Royaume-Uni, et sera considéré par la communauté internationale, comme un acte hautement provocant auquel nous apporterons une riposte vigoureuse » et qu'il « accroîtra les tensions dans une région où elles sont déjà fortes et aura des répercussions au niveau international[14]. »

- Suisse : Le gouvernement suisse condamne l'essai et indique que « ce test représente une menace pour la sécurité régionale et pourrait déclencher une course aux armements dans la région ». Le communiqué ajoute que « la Suisse œuvre activement en faveur de la non-prolifération et de l'élimination totale des armes nucléaires. À plusieurs reprises, elle a exhorté la Corée du Nord à réintégrer le Traité sur la non-prolifération des armes nucléaires (TNP), dont le pays s'était retiré en 2003. » La Suisse propose de suivre une voie diplomatique avec une « solution pacifique au problème du nucléaire dans la péninsule coréenne (...) dans le cadre des pourparlers à « Six ». Finalement, elle annonce son soutien au Conseil de sécurité des Nations unies en cas de « sanctions contraignantes contre la Corée du Nord[19] ».

- Russie : Tout en adoptant la résolution du Conseil de sécurité des Nations unies après l'essai nucléaire nord-coréen, la Russie a critiqué la position américaine en soulignant que la Corée du Nord recherchait des garanties sur l'intégrité de sa souveraineté[20] : Selon le représentant de Moscou, le régime communiste de Pyongyang « s'efforce de développer des armes (nucléaires) parce qu'il craint pour l'intégrité de sa souveraineté ». Le meilleur moyen de régler la crise, pour l'ambassadeur, est de « rassurer la Corée du Nord et lui promettre que sa souveraineté est inviolable ». « La stratégie de menacer la Corée du Nord, en disant on va vous forcer à abandonner vos ambitions nucléaires si vous ne renoncez pas vous-mêmes volontairement, ne marchera pas », a prédit M. Lossioukov, en faisant allusion à la position américaine.

### Océanie
- Australie : John Howard, le Premier ministre australien : L'Australie va « demander une réaction du Conseil de sécurité contre la Corée du Nord incluant des sanctions financières, des limitations de déplacements, ainsi que de nouvelles restrictions commerciales et aériennes[14]. »

### Nations unies
- Le Conseil de sécurité des Nations unies a voté le 14 octobre à l'unanimité la résolution 1718.

Celle-ci prévoit un embargo sur « les armes et matériels connexes, « les matériels liés à la technologie nucléaire ou à celle des missiles », ainsi que sur « les produits de luxe ». Elle appelle tous les États membres, en conformité avec leur législation, à « agir dans la coopération pour assurer le respect de ces embargos, y compris en procédant à l'inspection de toute cargaison à destination ou en provenance de Corée du Nord ».
Elle demande par ailleurs le gel des actifs financiers détenus à l'étranger par toute personne ou organisation liée au programme nucléaire ou de missiles balistiques de la Corée du Nord.

## Politiques de rétorsion
- Australie : Le 10 octobre, le ministre des affaires étrangères australien Alexander Downer recevait l'ambassadeur de la Corée du Nord Chon Jae-Hong[21]. À la suite d'un entretien assez froid si l'on se réfère au récit qui en est fait dans le journal australien The Daily Telegraph daté du 11 octobre (« Il - Alexander Downer - lui - Chon Jae-Hong- pointa du doigt l'image satellite nocturne des deux Corées qui montrait le Sud inondé de lumière et le Nord plongé dans les ténèbres »), Mr Downer a effectué la déclaration suivante : « en réponse à l'annonce de la Corée du Nord - d'avoir réalisé un essai nucléaire -, j'ai autorisé des restrictions additionnelles sur les visas - nord-coréens -, avec très peu d'exceptions, ce qui inclut l'annulation de certains visas existants ». Bien que l'éventualité du renvoi du premier diplomate nord-coréen ait même été envisagée, la diplomatie australienne a finalement décidé de maintenir des relations avec Pyongyang. En 2005-2006, 155 Nord-Coréens se sont déplacés sur l'île selon The Daily Telegraph.

- Chine : Les unités de l'armée populaire de libération stationnées le long de la frontière dans la province chinoise du Jilin « ont eu leurs permissions totalement supprimées » et certaines unités procèdent à des exercices d'entraînement antichimiques, écrit mardi 10 octobre un journal de Hong Kong, le Wen Wei Pole journal.

- Corée du Sud : Le gouvernement de Séoul a suspendu jusqu'à fin mars 2007 (à la suite de l'accord signé à Pékin le 13 février 2007 sur les Armes nucléaires en Corée du Nord)[22] les livraisons d'aide humanitaire destinées à la Corée du Nord. Le gouvernement a placé les forces armées en état d'alerte. La Corée du Sud a cependant annoncé qu'elle poursuivrait sa politique de coopération économique avec la Corée du Nord[23].

- États-Unis : Adoption le 13 octobre 2006 de la Loi sur la non-prolifération en direction de la république démocratique et populaire de Corée (RDPC). La loi en question garantit que « les États-Unis procéderont à une vérification scrupuleuse et adopteront des sanctions en conséquence contre toutes les organisations étrangères, impliquées dans le transfert à la Corée du Nord ou depuis cette dernière d’armes nucléaire, chimique ou biologique, ainsi que de missiles ou d’autres armements conventionnels perfectionnés et de marchandises qui y soient liées. »

- Japon : Tokyo a renforcé ses mesures de rétorsion en interdisant désormais, à tous les navires nord-coréens l'accès aux ports japonais. De plus, un boycott des produits nord-coréens au Japon est également appliqué, ainsi que l'interdiction d'entrée de tout citoyen de Corée du Nord sur le territoire nippon[24].

Le 14 novembre fut annoncé l'arrêt des exportations vers la Corée du Nord de 24 produits de luxe tels que voitures, l'alcool, les pierres précieuses, cosmétiques, les objets en cuir, les montres, la viande bovine, filets de thon et le caviar, cette mesure vise les hiérarques du régime communiste. La valeur totale des exportations des 24 produits défendus représente un peu plus d'un milliard de yens (7 millions d'euros) en 2005, soit moins de 20 % du total des exportations japonaises vers la Corée du Nord, selon le ministère du Commerce.

## Reprise des négociations sur la question nucléaire coréenne
À l'issue d'une médiation chinoise, la Corée du Nord a confirmé la reprise des négociations sur le dossier nucléaire, à condition que soit abordée la question des sanctions financières américaines adoptées contre elle.
Dans ce cadre, un accord a été signé à Pékin le 13 février 2007 (voir l'article détaillé sur les Armes nucléaires en Corée du Nord).

## Essai nucléaire du 25 mai 2009
La Corée du Nord a de nouveau procédé à un essai nucléaire le 25 mai 2009. Cet essai est d'une puissance estimée comparable à celle des bombes Little Boy et Fat Man.

## Essai nucléaire du 12 février 2013
La Corée du Nord a de nouveau procédé à un essai nucléaire le 12 février 2013 d'une puissance de 6 à 7 kilotonnes selon la Corée du Sud.